# Regimenta Patricios
Regimenta Patricios, punim nazivom „1. pješačka regimenta Patricios“ povijesna je postrojba argentinskih oružanih snaga.

## Osnivanje
Nastala je 15. rujna 1806. godine u vrijeme prve britanske invazije na Rio de la Platu na poziv Virreya Santiaga de Liniersa koji je pozvao sav narod na oružje kako bi se mogli suprotstaviti neprijatelju. 
Nakon prvih uspjeha nad Britancima odziv je bio neočekivano velik i u postrojbu su se javljali dragovoljci iz svih društvenih slojeva. Ubrzo su bila osnovana tri bataljuna u koje je bilo unovačeno ukupno 1 356 boraca.
Odore pripadnika bile su u tradicionalnim argentisnkim bojama, bijeloj i plavoj, a osnovno naoružanje vojnika bile su duge muskete.

## Djelovanje
Postrojba se iskazala već godinu dana nakon osnutka u obrani Buenos Airesa. Britanci su napali grad sa 6 000 vojnika, a zapovijedao im je Sir John Whitelocke. Britanskoj stezi i iskustvu suprotstavili su se hrabri branitelji postrojbe Patricios. Whitelocke se predao 7. srpnja i britanske su se snage zauvijek povukle iz područja Rio de la Plate.

## Današnji značaj
Sjećanja na ovu postorjbu u Argentini nikad nisu prestala i njihova se odora i danas može vidjeti prigodom različitih manifestacija, a osobito je bila vidljiva 2006. godine kada je proslavljena 200. obljetnica njihova osnivanja. Događaj je zabilježila i argentinska pošta izdavši prigodnu marku na kojoj su izvanredno dobro vidljivi i odora i znak postrojbe. 